# Veterà

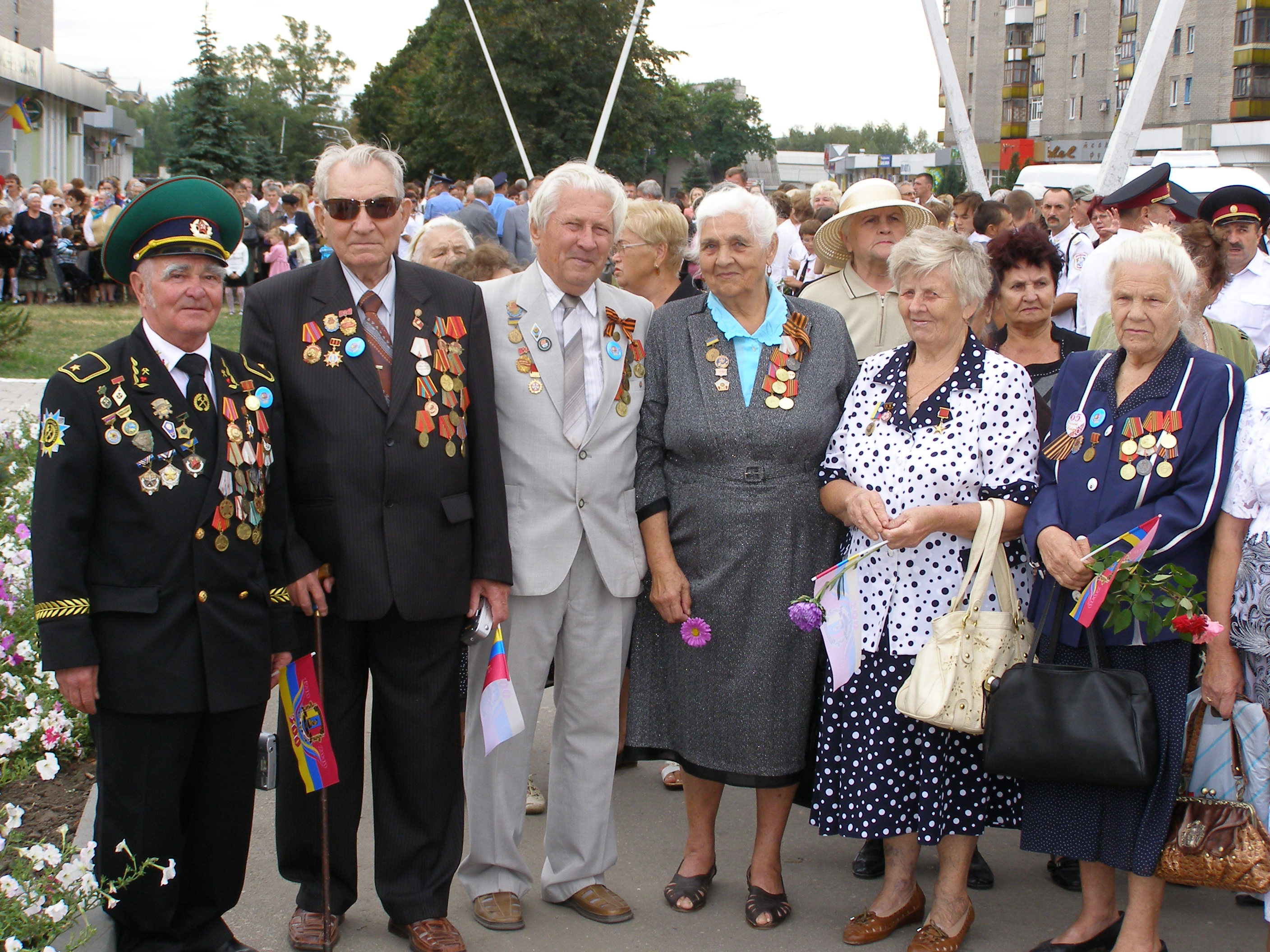
Veterans de guerra reunits en un aniversari

Escut de la Reial Germandat de Veterans de les Forces Armades d'Espanya.

El mot veterà (del llatí vetus, "vell") és un terme polisèmic: d'una banda, és una persona que té experiència en una àrea particular, i d'altra banda també és referit especialment a les persones retirades en les forces armades i molt especialment a persones que són soldats supervivents d'algun conflicte. A aquests últims se'ls denomina veterans de guerra.
També de vegades es refereix al personal retirat del servei. No obstant això, qualsevol membre de les forces armades que ha estat en combat o ha servit per un llarg temps pot ser descrit com un veterà.

## A l'antiga Roma
Entre els romans s'havien de servir 25 anys sense interrupció per aconseguir la llicència. L'emperador August va reduir el temps a 20 anys de servei pels soldats d'infanteria i 10 per la cavalleria. Si el veterà seguia a la legió després d'aquests anys, tenia diverses distincions i recompenses, i s'anomenava evocat. A la vida militar no duia a terme cap treball mecànic, ni feia de sentinella, no participava en les rondes ni en les patrulles, i només prenia les armes per fer una marxa o per entrar en combat. En les seves transaccions particulars no pagava els drets de compra i venda. Estava exent dels treballs personals i no podia ser assotat. A la presó tenia un lloc separat dels criminals comuns, i rebia mostres de simpatia per part dels oficials. Això es feia per estimular els legionaris a mantenir-se a la legió.

## Veterans de guerra

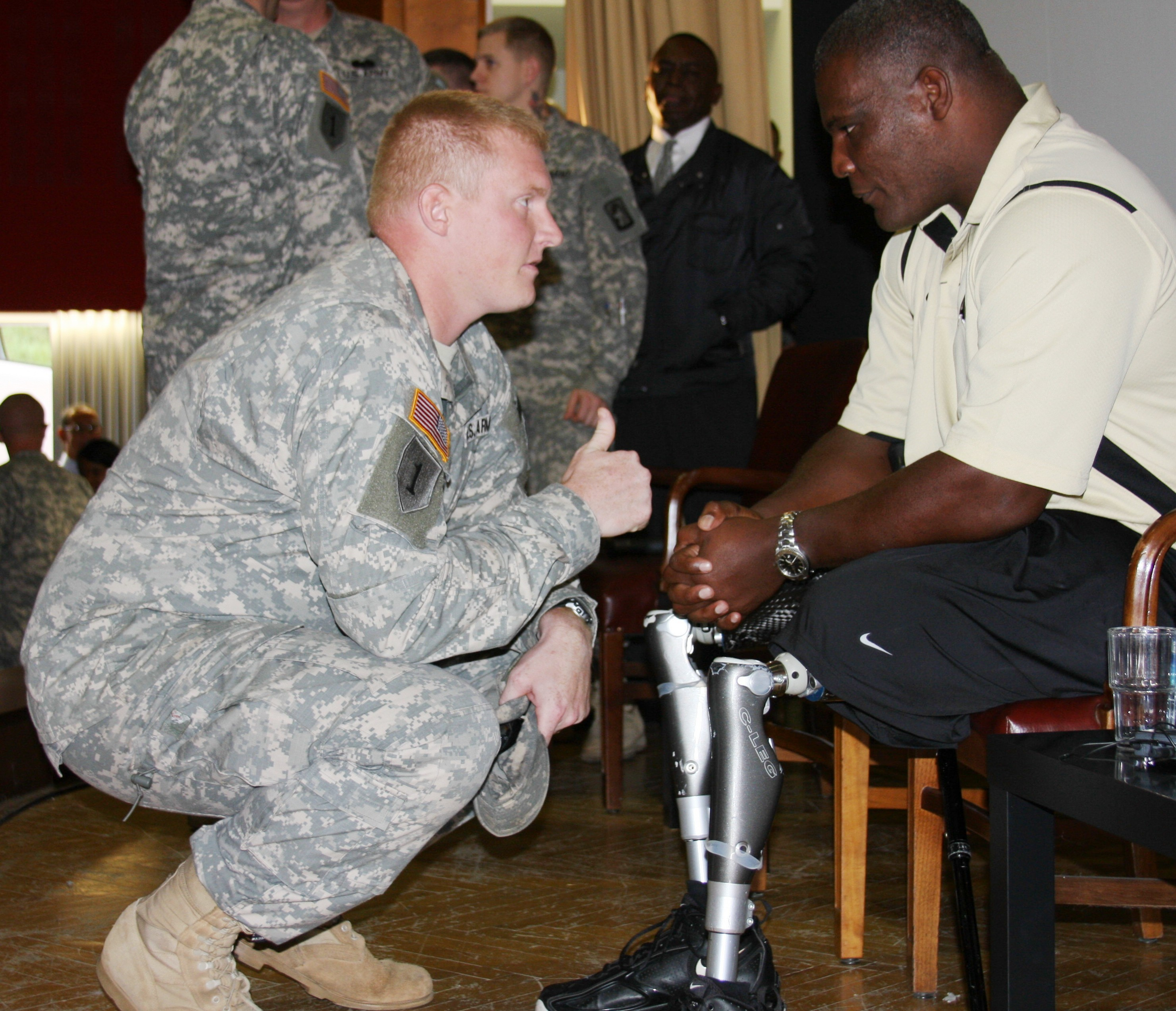
Un veterà de guerra estatunidenc, mutilat, és assistit en el vessant emocional per un especialista.

Els veterans de guerra, especialment des de la guerra del Vietnam i altres conflictes contemporanis com Iraq o Afganistan, han presentat una problemàtica social respecte de la re-inserció en la societat a causa de les incapacitats físiques i psicològiques greus que aquestes persones van contraure durant el conflicte, i les ha transformt en un llast per a la societat. La societat i els governs no estan preparats eficientment per poder oferir a aquest grup de persones que van retre un servei a la mateixa societat i potser van tornar com herois, un adequat tractament post-conflicte que els permeti continuar amb les seves vides normalment. Més aviat se'ls considera com a socialment morts.
Un elevat percentatge de veterans de guerra arrossega seqüeles físiques o psicològiques de tal magnitud que els impedeix trobar el camí a la normalitat o felicitat i recorren al suïcidi com a sortida als seus problemes.
Estats Units i l'antiga Unió Soviètica són actualment els països que té major nombre de veterans de guerra, en els Estats Units hi ha uns 23 milions de veterans de guerra, i dels 30.000 suïcidis que es verifiquen en aquest país, uns 6.000 són de veterans de guerra, una pandèmia en aquest grup de persones.

## Síndrome post traumàtic d'un veterà de guerra
Una persona supervivent d'un conflicte o que hagi sigut militar, pot presentar alguns dels següents símptomes:
- Mutisme, apatia, autoaïllament social.
- Incapacitat de sentir sentiments d'afectivitat cap als altres.
- Sentiments d'un esdevenir incert, sense esperances de felicitat.
- Insomni o malsons amb fixació d'idees molt persistent.
- Irritabilitat sobtada.
- Records flashback del conflicte.
- Ansietat, períodes de trastorns de personalitat bipolar.
- Sensació persistent de subvaloració del seu estat o manca de reconeixement de part de la societat.